# علم السموم النانوي
علم السموم النانوي
علم السموم النانوي ب(بالإنجليزية: Nanotoxicology)‏ هو دراسة سمية المواد النانوية. بسبب تأثيرات الحجم الكمي والمساحة السطحية الكبيرة، المواد النانوية لها خصائص فريدة من نوعها مقارنة مع نظرائها من المواد الكبيرة.
علم السموم النانوي هو فرع من فروع علم الاحياء النانوي الذي يتناول دراسة وتطبيق سمية المواد النانوية.
ان المواد النانوية(أو تسمى المواد متناهية الصغر)، حتى عندما تكون مصنوعة من العناصر الخاملة مثل الذهب، فأنها تصبح نشطة للغاية في الأبعاد النانومترية.
ان دراسات علم السموم النانوي تهدف إلى تحديد ما إذا كانت وإلى أي مدى هذه الخصائص قد تشكل خطرا على البيئة والبشر.
على سبيل المثال، الجسيمات النانوية بالدييزل تبين أنها تسبب الضرر في نظام القلب والأوعية الدموية في الفئران.

## سمية الجسيمات النانوية
الحجم الصغيرالذي  يُميزالمواد النانونية يجعل دخولها إلى الجسم أسهل بكثير من الجزيئات ذات الحجم الكبير. إلا أنه لايوجد جواب علمي واضح حول تصرف هذه الجسيمات النانونية داخل الجسم. بينما أنه معلومٌ أن الحجم، الشكل وسطح الجزيئة النانونية يلعبون دوراً مهماً في  تحديد سلوكها مع خلايا و أنسجة الجسم. من حيث المبدأ ، يمكن لعدد كبير من الجزيئات أن تثقل كاهل الخلايا البلعمية في الجسم، مما يؤدي إلى تفاعلات الإجهاد التأكسدي التي قد  تؤدي بدورها إلى الالتهاب، الشئ الذي يساهم بدوره في إضعاف أليات الدفاع في الجسم ضد مسببات الأمراض الأخرى. هناك أسئلة تُطرح حول مايمكن أن يَحدث إذا تراكمت الجسيمات النانونية الغير القابلة للتحلل أو القابلة للتحلل ببطء في أعضاء الجسم ،وكذالك هناك قلق آخر يتمثل في تفاعلها المحتمل أو تداخلها مع العمليات البيولوجية داخل الجسم. نظرًا لنسبة السطح على الحجم الكبيرة للهذه الجزيئات، فإنها عند تعرضها للأنسجة والسوائل، ترتبط على الفور ببعض الجزيئات التي تواجهها كبروتينات البلازما، ما قد يؤثر هذا، على سبيل المثال على  بعض الآليات التنظيمية للبروتينات.
المواد النانونية قادرة على عبور الأغشية البيولوجية والوصول إلى الخلايا والأنسجة والأعضاء التي لا تستطيع عادةً الجزيئات الأكبر حجمًا الوصول إليها. يمكن للمواد النانونية الوصول إلى مجرى الدم عن طريق الاستنشاق أو الابتلاع. يمكن أن تكون المواد النانوية سامة للخلايا من خلال تحفيز الإجهاد التأكسدي وإنتاج السيتوكينات الالتهابية اللذان يُساهمان بشكل مباشر أو غير مباشر في موت الخلايا.

## اقرأ أيضا
- تقانة النانو
- مقياس نانومتري